# 許侊熙
許侊熙（：／ Heo Kwang-hee，1995年8月11日—），大韩民国羽毛球男運動員。繼2006年的洪智勋后，大韩民国史上第二位世青賽男單冠軍，也是大韩民国時隔七年後再次奪冠。

## 簡歷

### 青年期
2012年6月，許侊熙代表韩國隊出戰韩国慶尚北道金泉市舉行的亚洲青年羽毛球錦標賽，赢得了混合團體铜牌。同年10月，許侊熙代表韩國隊出戰日本千葉縣舉行的世界青年羽毛球錦標賽，在率先進行的混合团体赛中，韩國队取得铜牌；而在男單準決賽中，以0比2 （17-21、8-21）不敌日本的桃田賢斗。
2013年7月，許侊熙代表韩國隊出戰马来西亚沙巴州亞庇市舉行的亚洲青年羽毛球錦標賽，赢得了混合團體银牌。同年10月，許侊熙代表韩國隊出戰泰國曼谷舉行的世界青年羽毛球錦標賽，在率先進行的混合团体赛中，韩國队取得金牌；在男單決賽中，以2比0 （21-11、21-12）轻取中華台北的王子維，成为了本届世青赛上的双冠王。

### 国际赛事
2017年6月，許侊熙出戰美國羽毛球黃金大獎賽。在首轮，因对手中途退出比赛直接进入下一圈。第二轮，以2比0 （21-11、21-15）完胜了马来西亚的祖尔法里·祖基菲里。第三轮，因对手中途退出，再次直闯下一轮。八强中，迎来了日本新星的渡邊航貴，以2-1 （21-16、16-21、21-9）力克对手。四强中，激战三局以1比2 （21-15、15-21、16-21）不敌印度的卡夏普·帕鲁帕利，创下四强的佳绩。
在2020東京夏季奧林匹克運動會，許侊熙在羽毛球男子單打小組賽擊敗了世界第一桃田賢斗晉級十六強，最後在半準決賽不敵瓜地馬拉的凱文科登止步八強。

## 主要比賽成績
只列出曾進入準決賽的國際賽事成績：
| 年份   | 賽事                    | 公開賽級別 | 項目     | 搭檔 | 成績   |
| ------ | ----------------------- | ---------- | -------- | ---- | ------ |
| 2012年 | 亞洲青年羽毛球錦標賽    | 其他       | 混合團體 | －   | 季軍   |
| 2012年 | 世界青年羽毛球錦標賽    | 其他       | 混合團體 | －   | 季軍   |
| 2012年 | 世界青年羽毛球錦標賽    | 其他       | 男子單打 | －   | 季軍   |
| 2013年 | 亞洲青年羽毛球錦標賽    | 其他       | 混合團體 | －   | 亞軍   |
| 2013年 | 世界青年羽毛球錦標賽    | 其他       | 混合團體 | －   | 冠軍   |
| 2013年 | 世界青年羽毛球錦標賽    | 其他       | 男子單打 | －   | 冠軍   |
| 2016年 | 亞洲羽毛球團體錦標賽    | 其他       | 男子團體 | －   | 季軍   |
| 2016年 | 湯姆斯盃                | 其他       | 男子團體 | －   | 季軍   |
| 2017年 | 美國羽毛球黃金大獎賽    | 黃金大獎賽 | 男子單打 | －   | 準決賽 |
| 2018年 | 亞洲羽毛球團體錦標賽    | 其他       | 男子團體 | －   | 季軍   |
| 2018年 | 紐西蘭羽毛球公開賽      | 超級300賽  | 男子單打 | －   | 準決賽 |
| 2019年 | 海得拉巴羽毛球公開賽    | 超級100賽  | 男子單打 | －   | 準決賽 |
| 2019年 | 中華台北羽毛球公開賽    | 超級300賽  | 男子單打 | －   | 亞軍   |
| 2019年 | 賽義德·莫迪羽毛球國際賽 | 超級300賽  | 男子單打 | －   | 準決賽 |
| 2021年 | 蘇迪曼盃                | 其他       | 混合團體 | －   | 季軍   |
| 2021年 | 法國羽毛球公開賽        | 超級750賽  | 男子單打 | －   | 準決賽 |
| 2023年 | 泰國羽毛球國際系列賽    | 國際系列賽 | 男子單打 | －   | 亞軍   |

| 2007-2017年 | 首要超級賽 | 超級賽 | 黃金大獎賽 | 大獎賽 | 國際挑戰賽 | 國際系列賽 | 未來系列賽 | 其他 |

| 2018-2026年 | 總決賽 | 超級1000賽 | 超級750賽 | 超級500賽 | 超級300賽 | 超級100賽 | 國際挑戰賽 | 國際系列賽 | 未來系列賽 | 其他 |

### 奧運會和世錦賽參賽紀錄
|          | 2019 | 2020 | 2021  | 2022 |
| -------- | ---- | ---- | ----- | ---- |
| 男子單打 | 32強 | 8強  | 64強1 | 64強 |

1 賽前退賽